# Futbol a Nova Zelanda
El futbol a Nova Zelanda és un esport recreatiu i popular. L'esport a Nova Zelanda és administrat per la Federació de Futbol de Nova Zelanda o New Zealand Football en anglès.
El futbol és dels esports més populars a Nova Zelanda, tant el futbol masculí com el futbol femení. La popularitat d'aquest esport en una enquesta de 2001 va trobar que excedia la del rugbi a 15, el netball o el criquet entre la població jove.

## Història

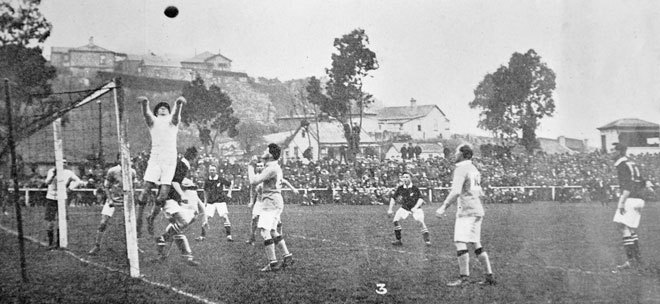
Partit entre Nova Zelanda i Austràlia el 1922.

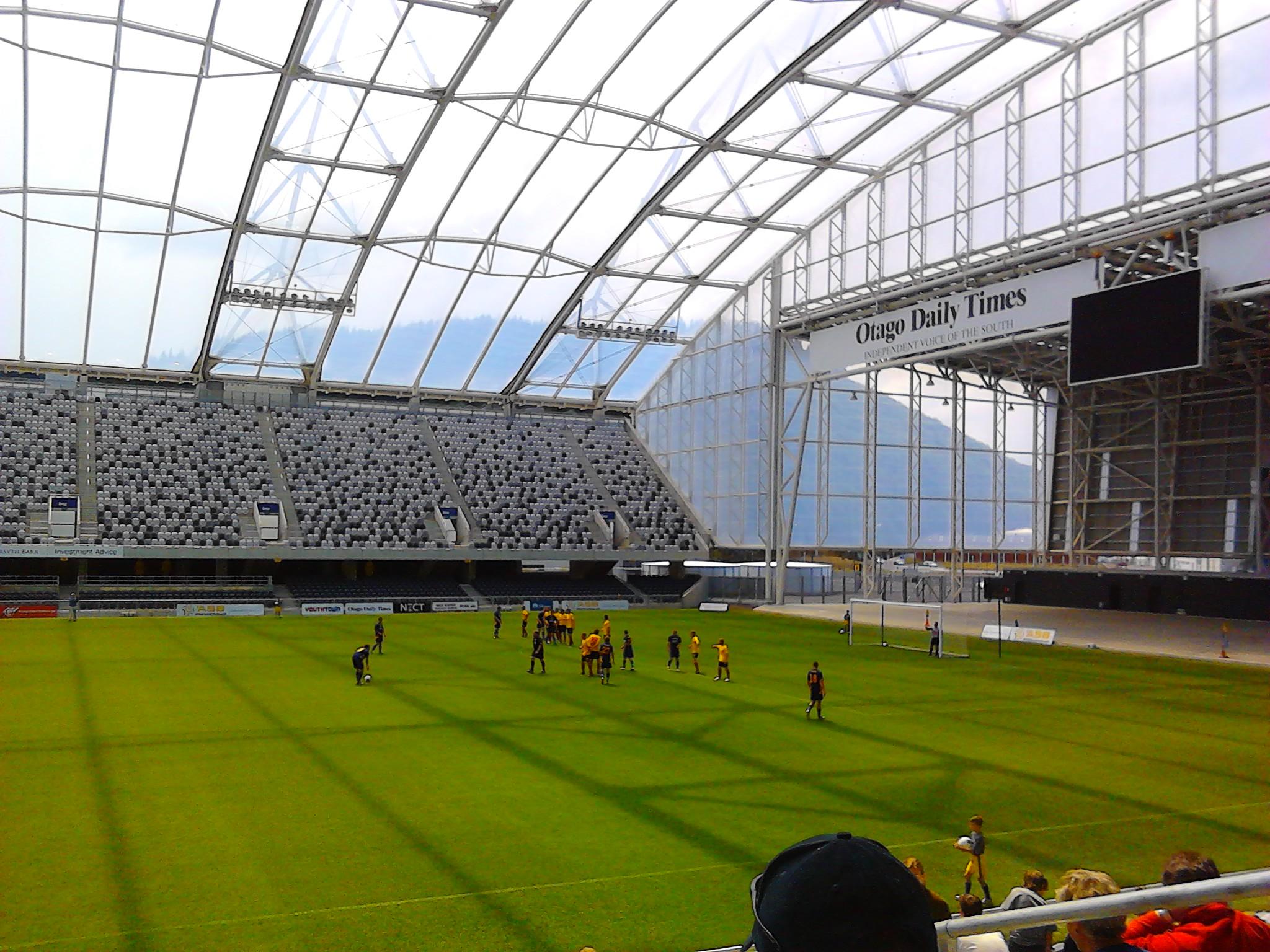
Partit entre l'Otago United i el Waikato FC del l'ASB Premiership al Forsyth Barr Stadium de Dunedin.

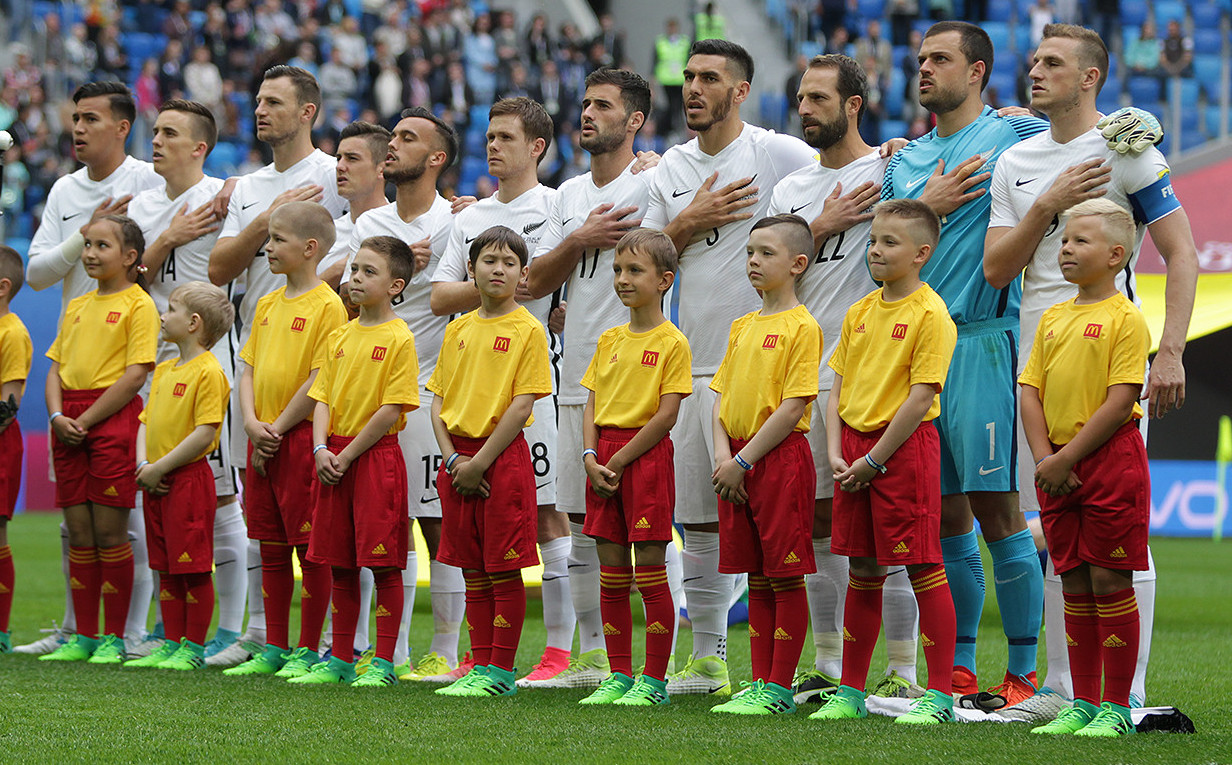
Selecció de Nova Zelanda el 2017.

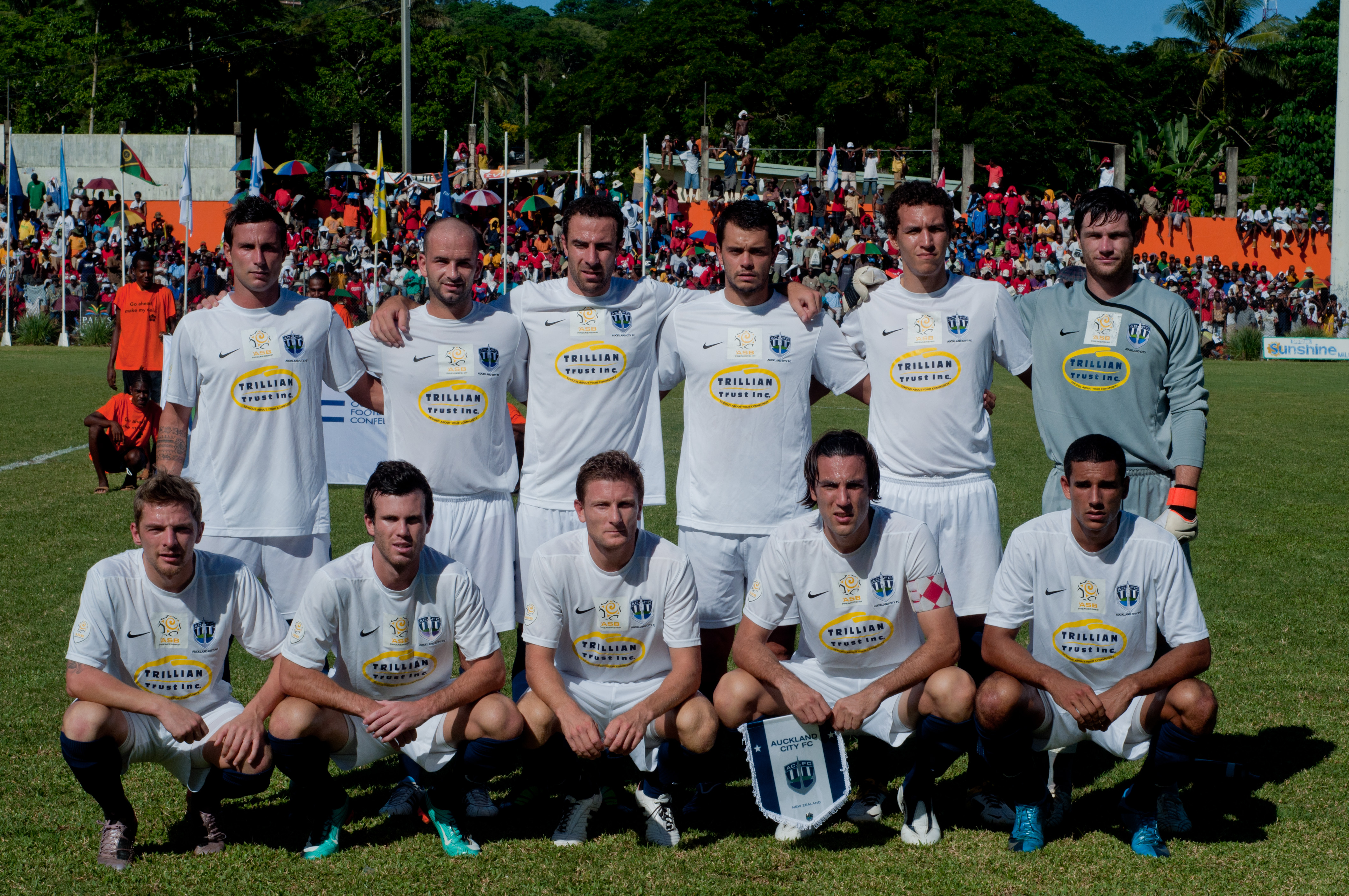
Auckland City.

La selecció masculina neozelandesa, els «All Whites», s'ha classificat dos cops per a la Copa del Món de la FIFA. El 1982 la classificació es caracteritzà pel fet que la selecció neozelandesa va haver de jugar més partits (15) i viatjar més (88.500 km) que qualsevol altra selecció per a classificar-se. La selecció de Nova Zelanda estava agrupada amb el Brasil, Escòcia i la Unió Soviètica; Nova Zelanda no guanyà cap partit.
El 2006 Austràlia marxà de la Confederació de Futbol d'Oceania, facilitant la classificació per a altres seleccions oceàniques a partir de la Copa del Món de la FIFA de 2010. Nova Zelanda es classificà per a la Copa del Món de la FIFA de 2010 conseqüentment. Nova Zelanda va ser agrupada amb Eslovàquia, Itàlia i el Paraguai. La selecció va empatar cadascun dels quatre partits en què jugà, fent-lo l'única selecció del torneig en surtir invicte.
La selecció femenina neozelandesa ha participat en tres Copes del Món de la FIFA: el 1991, el 2007 i el 2011. En l'edició del 1991, Nova Zelanda perdé els tres partits de la fase de grups i tan sols marcà un gol. Després d'una sequera de setze anys, Nova Zelanda es classificà per a la Copa del Món de Futbol Femení de 2007. De nou no guanyà cap partit, i aquest cop ni marcà cap gol. La selecció femenina neozelandesa de nou es classificà per l'edició de 2011. Aquest cop el conjunt neozelandès no va perdre tots tres partits, n'hi empatà un contra Mèxic. Nova Zelanda va marcar quatre gols en el torneig.
Als Jocs Olímpics de Pequín de 2008, ambdues la selecció masculina i la selecció femenina s'hi classificaren per primer cop. La selecció femenina fou agrupada amb els Estats Units, el Japó i Noruega. Contra el Japó, la selecció femenina empatà 2 a 2; contra Noruega i els Estats Units la selecció perdé. La selecció masculina fou agrupada amb Bèlgica, el Brasil i la Xina. Contra la Xina, Nova Zelanda va empatar 1 a 1 i contra Bèlgica i el Brasil va perdre.

## Popularitat
La popularitat de l'esport segons una enquesta de 2001 de Sport and Recreation New Zealand va posicionar el futbol com a l'esport més popular a Nova Zelanda entre la població jove. Com a esport, el futbol era jugat pel 18% de la població de Nova Zelanda; el qual resulta considerablement més que el 14% de jugadors de rugbi a 15, el 13% de jugadors de criquet, el 10% de jugadors de netball i el 9% de jugadors de bàsquet.
Quan la popularitat es dividia per sexe, però, els resultats eren diferents: el futbol era jugat pel 23% de nois, rere el 24% dels jugadors de rugbi a 15; el futbol era jugat pel 12% de noies, rere el 18% dels jugadors de netball. Entre la població jove maori, el futbol era el quart més popular amb l'11% jugant-lo; entre la població d'origen europeu, el futbol era el més popular amb el 18% jugant-lo; entre la població d'origen oceànic (amb exclusió de la població maori), el futbol era el més popular amb el 19% jugant-lo; entre la població d'altres races, el futbol era el més popular amb el 28% jugant-lo.

## Competicions a nivell nacional
- ASB Premiership (lliga nacional)
- Copa White Ribbon (copa nacional)
- ASB Women's League (lliga femenina)
- Copa Chatham (copa nacional semiprofessional)
- National Soccer League (lliga nacional, 1970-2004)

## Principals clubs
- Auckland City FC (Auckland)
- Canterbury United (Christchurch)
- Hawke's Bay United (Napier)
- Napier City Rovers (Napier)
- Otago United (Dunedin)
- Team Wellington (Wellington)
- Waikato FC (Hamilton)
- Waitakere United (Auckland)
- Wellington Phoenix (Wellington)
- YoungHeart Manawatu (Palmerston North)

## Jugadors destacats
Fonts:
Des de 1950
- Jock Newall

Des de 1960
- Kenneth Armstrong

Des de 1970
- Ron Armstrong
- Kevin Curtin
- Glenn Dods
- Adrian Elrick
- Keith Nelson
- Brian Turner

Des de 1980
- Duncan Cole
- Ceri Evans
- Ricki Herbert
- Wynton Rufer
- Steve Sumner
- Frank van Hattum

Des de 1990
- Jason Batty
- Vaughan Coveny
- Chris Jackson
- Michael McGarry
- Chris Zoricich

Des de 2000
- Simon Elliott
- Chris Killen
- Ryan Nelsen
- Mark Paston
- Ivan Vicelich

Des de 2010
- Winston Reid
- Shane Smeltz
- Chris Wood

## Principals estadis

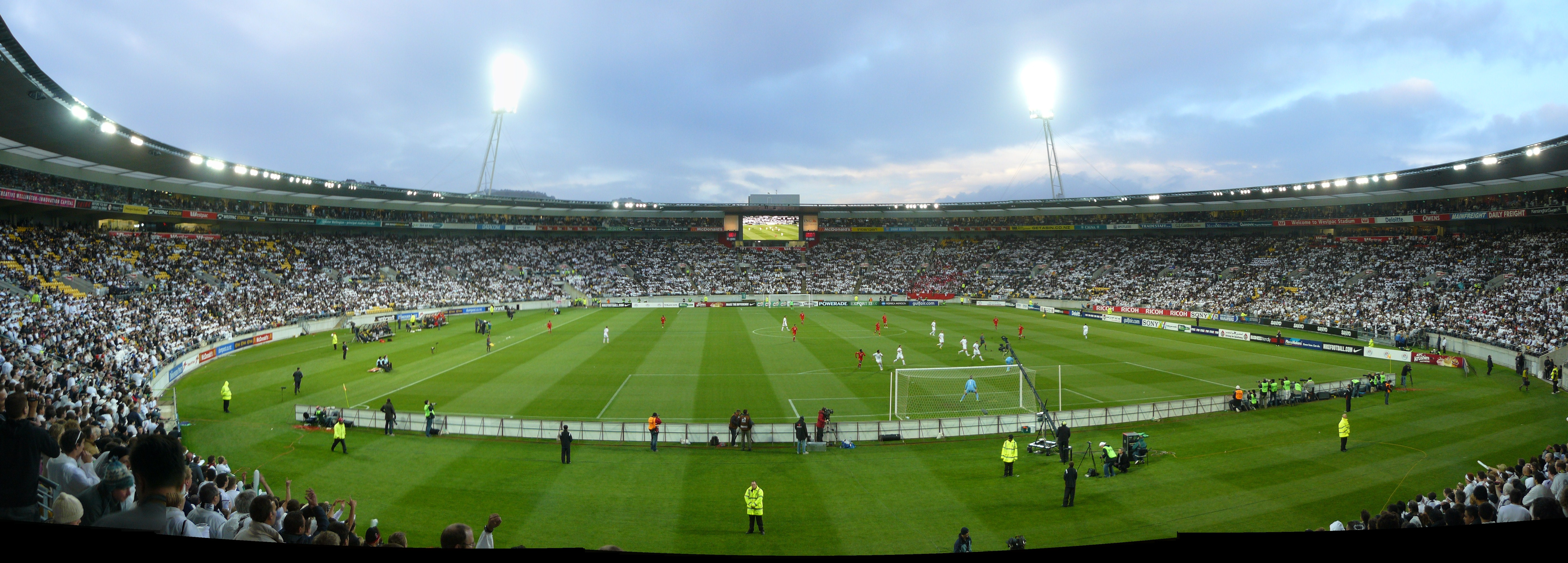
Westpac Stadium.

| # | Estadi               | Capacitat | Ciutat     |
| - | -------------------- | --------- | ---------- |
| 1 | Eden Park            | 50.000    | Auckland   |
| 2 | Westpac Stadium      | 34.500    | Wellington |
| 3 | Forsyth Barr Stadium | 30.748    | Dunedin    |
| 4 | Mt Smart Stadium     | 30.000    | Auckland   |